# Así es la vida (serie de televisión colombiana)

Serie de televisión
| Género                        | Serie de televisión Drama  | Serie de televisión Drama  |
| País de origen                | Colombia                   | Colombia                   |
| Idioma(s) original(es)        | Español                    | Español                    |
| N.º de temporadas             | 1                          | 1                          |
| N.º de episodios              | 94                         | 94                         |
| Producción                    |                            |                            |
| Duración                      | 40 minutos aprox           | 40 minutos aprox           |
| Lanzamiento                   |                            |                            |
| Medio de difusión             | RCN Televisión             | RCN Televisión             |
| Horario                       | lunes a viernes 8:00 p. m. | lunes a viernes 8:00 p. m. |
| Primera emisión               | 2004                       | 2004                       |
| Última emisión                | 2005                       | 2005                       |
| Enlaces externos              |                            |                            |
| Ver todos los créditos (IMDb) |                            |                            |
| Ficha en IMDb                 |                            |                            |
| [ editar datos en Wikidata ]  |                            |                            |

Así es la vida es una serie de televisión colombiana, producción realizada en el año 2004 y que consta de dramatizados semanales, compuestos por cinco capítulos de una hora, que giran en torno a situaciones que abordan temas como celos, infidelidad y pasión que giran en torno a situaciones que transforman a quienes las viven. Cuenta con 94 historias, cada una abordada dentro de los 5 capítulos.

## Sinopsis
En la vida de todo ser humano se presentan situaciones límite en las que parece imposible hallar una solución. Sobre esta premisa opera “Así es la Vida”, serie colombiana basada en hechos de la vida real.
La serie consta de dramatizados semanales, compuestos por cinco capítulos de una hora, que giran en torno a situaciones que transforman a quienes las viven. Celos, infidelidad y pasión son algunos de los catalizadores detrás de cada una de estas narraciones.
“Así es la Vida” es una serie sin tapujos con escenas intensas y una buena dosis de sensualidad. Sus argumentos son claros y contundentes, sus personajes y situaciones están llenos de contrastes. Las miniseries que la conforman ofrecen un amplio abanico de historias en las que se mezclan las confrontaciones de género con los problemas cotidianos. Se habla de la infidelidad y el engaño, del destino y el azar, del amor verdadero y el amor prohibido, del matrimonio y el sexo, de la impotencia y el deseo. Las relaciones de pareja y sus innumerables conflictos son retratadas con humor y sensibilidad.
A los dilemas intrínsecos de la convivencia, se suman los que ha traído la globalización: amores lejanos que se acercan gracias al Internet, parejas que exploran nuevas libertades en los atrevidos bares de “swingers”. La vida cotidiana se mira bajo la lupa de hombres y mujeres, ofreciendo perspectivas variadas y a veces contradictorias, porque “Así es la Vida” pone en primer plano los secretos que esconde cada corazón.